# Muscari latifolium
Muscari latifolium là một loài thực vật có hoa trong họ Măng tây. Loài này được J.Kirk. mô tả khoa học đầu tiên năm 1860.

## Hình ảnh

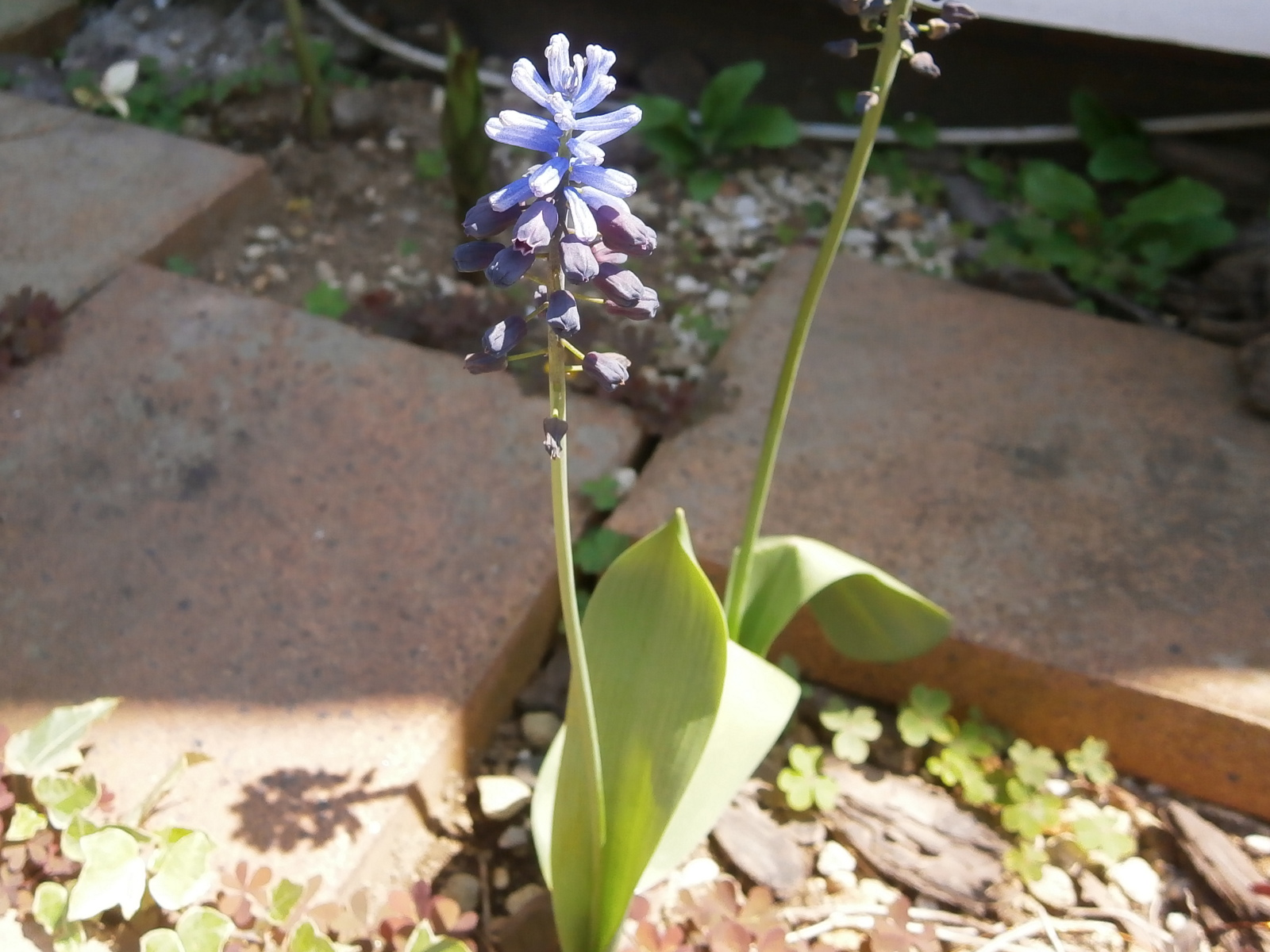
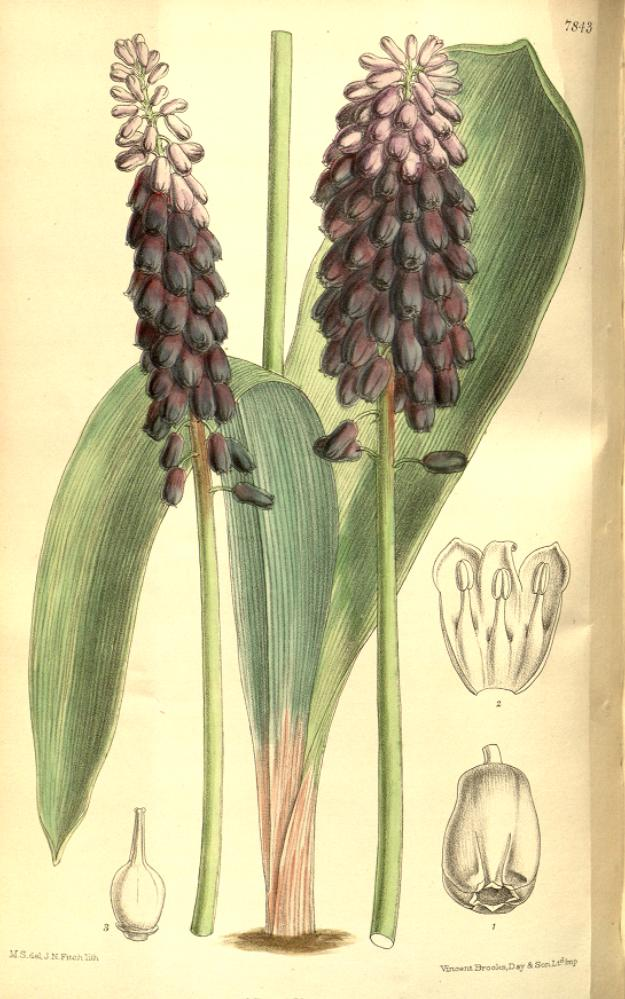
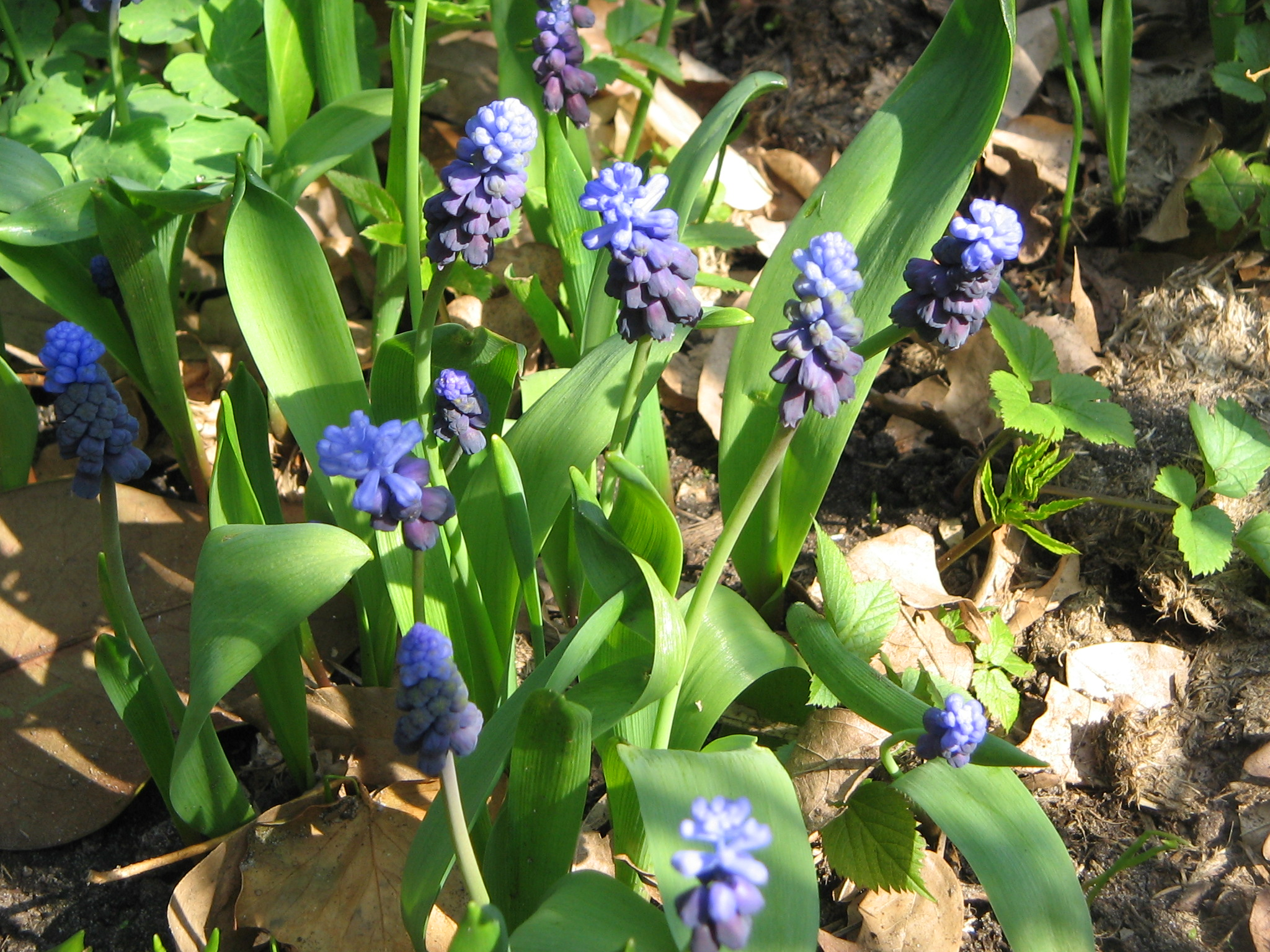
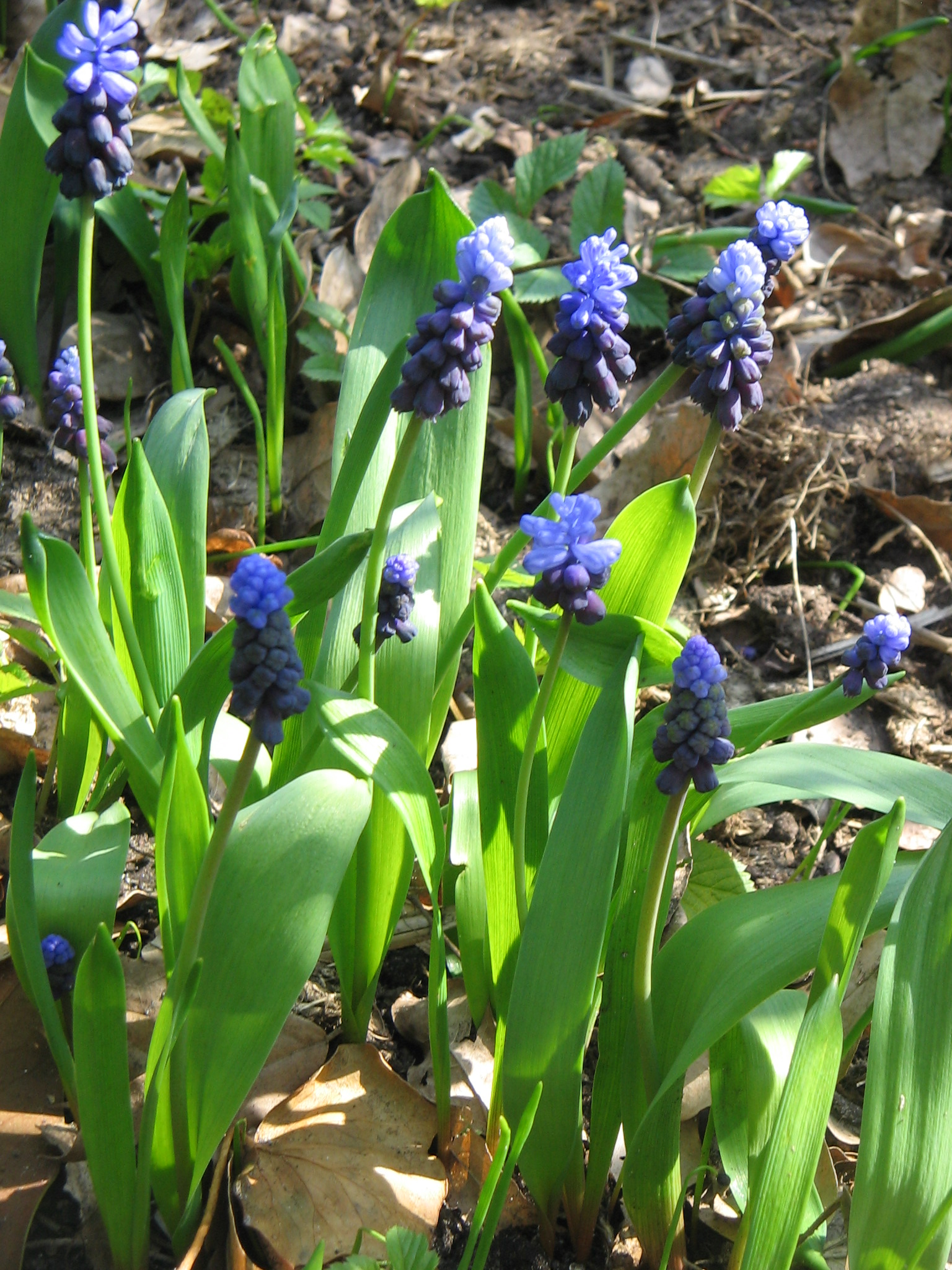